# Wald am Bordesholmer See
Wald am Bordesholmer See este o arie protejată (arie specială de conservare — SAC, sit de importanță comunitară — SCI) din Germania întinsă pe o suprafață de 35 ha, integral pe uscat.

## Localizare
Centrul sitului Wald am Bordesholmer See este situat la coordonatele 54°10′27″N 10°00′20″E / 54.1742°N 10.0056°E.

## Înființare
Situl Wald am Bordesholmer See a fost declarat sit de importanță comunitară în septembrie 2004 pentru a proteja un număr necunoscut de specii din flora spontană și fauna sălbatică aflate în arealul zonei. Situl a fost protejat și ca arie specială de conservare în ianuarie 2010.

## Biodiversitate
Situată în ecoregiunea continentală, aria protejată conține 2 habitate naturale: Păduri de fag Asperulo-Fagetum, Păduri de stejar sau de stejar și carpen sub-atlantice și medio-europene de Carpinion betuli.
La baza desemnării sitului se află un număr nedeclarat de specii protejate.